# アイリス級防護巡洋艦
アイリス級防護巡洋艦（英語: Iris-class cruiser）は、イギリス海軍の防護巡洋艦の艦級。イギリス海軍初の全鋼製艦であった。

## 来歴
南北戦争の戦訓と舶用蒸気機関の発達を踏まえて、アメリカ海軍は蒸気フリゲートの速力向上を図り、1864年には「ワンパノアグ」を進水させた。そしてこれを踏まえて、エドワード・ジェームス・リードは鉄製船体を備えた機帆走フリゲート3隻を設計し、「インコンスタント」は1869年、「ローリー」は1874年、「シャー」は1876年に、順次に竣工した。当時、まだ艦種呼称として採用されてはいなかったものの、後顧的には、イギリス巡洋艦の嚆矢として評価されている。
そしてこれらを小型化するかたちで、ウィリアム・ヘンリー・ホワイトにより設計されたのが本級である。元々は通報艦として類別されていたが、1880年代後半に2等巡洋艦に類別変更された。

## 設計
「インコンスタント」では、船体の水線以下には木板を張った上に銅板で覆っていたのに対し、本級では鋼製船体が採用されており、イギリス海軍では初の例となった。これらの先行艦と同様、舷側防御を炭庫のみに頼る非装甲艦であり、装甲板をもたないことで、船体の大幅な軽量化が可能になった。非装甲を補うため、150フィート (46 m)の機関部を全通する二重底などの防御方式が講じられている。また細長い船体を採用している点も同様だが、長さ/幅比は6.5と、当時では類例のない細さとなった。1番艦はクリッパー型、2番艦は直立型の艦首を備えている。
船体の細さのために、大出力の蒸気機関の搭載には困難が伴った。機械室は2室に分けられており、前方の機械室が右舷軸、後方の機械室は左舷軸を駆動する。また12缶のスコッチボイラーも2室の缶室に分散配置されており、戦闘などで一方が損傷してももう一方から前後の機関に蒸気を供給可能な構成とされていた。
「アイリス」は、設計出力7,086馬力を上回る機関出力を発揮したにもかかわらず、当初は16.6ノットしか発揮できなかった。その後、スクリュープロペラを更新したことで、7,330馬力で17.89ノットを発揮した。また「マーキュリー」は、出力7,735馬力で18.57ノットを発揮したが、これは同艦の竣工時点でイギリス海軍の最速記録であった。

## 装備
艦砲としては、当初、16cm前装施条砲（RML 64ポンド砲）10門を搭載しており、主甲板の両舷に4門ずつ、そして船首楼と船尾に1門ずつが配置された。「アイリス」の竣工後まもなく、主甲板の砲は25口径15.2cm砲（BL 6インチ砲）4門と25口径12.7cm砲（BL 5インチ砲）4門に換装された。
そして1886/87年度計画で、従来の砲はすべて撤去され、かわりに25口径12.7cm砲（BL 5インチ砲）13門が搭載されて、主甲板に10門、船首楼に2門、そして船尾に1門が配置された。

## 同型艦一覧
| 艦名                     | 造船所       | 起工       | 進水      | 竣工      | その後     |
| ------------------------ | ------------ | ---------- | --------- | --------- | ---------- |
| アイリス HMS Iris        | ペンブローク | 1875年11月 | 1877年4月 | 1879年4月 | 1905年売却 |
| マーキュリー HMS Mercury | ペンブローク | 1876年3月  | 1878年4月 | 1879年9月 | 1919年売却 |